# ایوب بنی‌نصرت
ایوب بنی‌نصرت (متولد ۲۰ دی ۱۳۴۶) کشتی‌گیر ایرانی اهل تبریز است.

## زندگی‌نامه

### زندگی شخصی
دوران کودکی تا جوانی ایوب دائماً با تلاش در کارهای سخت همراه بود و به پشتوانهٔ این اراده، او در زندگی حرفه‌ای و شغلی خود به موفقیت‌های بزرگی دست یافت.

### تحصیلات
بنی‌نصرت در دانشگاه تبریز مدرک کارشناسی خود در رشتهٔ تربیت بدنی را اخذ کرد و سپس موفق به دریافت مدرک کارشناسی ارشد در رشتهٔ مدیریت تربیت بدنی از دانشگاه ارومیه شد. وی در مقطع دکترا، موفق به قبولی در رشتهٔ مدیریت و بازاریابی ورزشی از دانشگاه آزاد تهران-شمال شد، اما از سال دوم دیگر به تحصیلات خود ادامه نداد. او هم‌اکنون ۱۸ سال است که عضو هیئت علمی دانشگاه آزاد واحد تبریز در رشتهٔ تربیت بدنی است.

## ورزش حرفه‌ای
وی اولین بار در سال ۱۳۶۱، زمانی که تنها ۱۴ سال داشت، با تشویق برادر بزرگ‌تر خود داوود بنی‌نصرت، پا به میدان کشتی گذاشت و توانست پس از ۳ سال، در مسابقات قهرمانی کشور در ردهٔ جوانان، مقام چهارم را کسب کند.
بنی‌نصرت توانست در سال ۱۳۶۹ش. (۱۹۹۰ م)، به عضویت تیم ملی کشتی ایران درآمده و با کسب مقام سوم در بازی‌های آسیایی پکندر همان سال و سپس با پیروزی بر حریف قدرتمند خود، عباس جدیدی، به مسابقات المپیک ۱۹۹۲ بارسلونا راه یابد.
از سال ۱۹۹۰ تا ۱۹۹۶ میلادی عضو تیم ملی کشتی ایران در مسابقات المپیک، جهانی، آسیایی و همچنین در کشتی ملی و پهلوانی بود.
بنی‌نصرت در وزن ۹۰ کیلوگرم در بازی‌های المپیک تابستانی ۱۹۹۲ بارسلونا کشتی گرفت که در دور اول با نتیجهٔ ۱ صفر مغلوب سوخبات از مغولستان شد ولی در دومین پیکار دسکولدیس از یونان را شکست داد. در دور سوم بر برتوث از مجارستان غلبه کرد ولی با شکست در برابر کنان شیمشک از ترکیه در گروه خود سوم شد و برای کسب عنوان پنجم به دیدار لیمونتا از کوبا رفت. بنی‌نصرت با پیروزی ۳ بر ۱ بر لیمونتا به مقام پنجم المپیک دست یافت.
در نهمین دورهٔ مسابقات کشتی قهرمانی آسیا در سال ۱۹۹۳ در اولان‌باتور مغولستان، درحالی که حدود ۱۰۰ کیلوگرم وزن داشت، توانست حریفان خود را در وزن ۱۳۰ کیلوگرم شکست دهد و صاحب نشان طلا شود.
وی در مسابقات بین‌المللی جام تختی در سال‌های ۱۳۷۱ و ۱۳۷۲ در اوزان ۹۰ و ۱۰۰ کیلوگرم موفق به کسب مدال طلا شد. همچنین توانست در سال ۱۹۹۶ در مسابقات جهانی دانشجویان در وزن ۱۰۰ کیلوگرم صاحب مدال برنز شود.
از مهم‌ترین افتخارات پهلوان ایوب بنی‌نصرت این است که توانست دو سال متوالی (۱۳۷۱ و ۱۳۷۲)، بازوبند پهلوانی را به بازو ببندد.